# Синявець піренейський
Синявець піренейський (Plebejus (Agriades) pyrenaica) — вид комах з родини Lycaenidae. Єдиний представник у фауні України загалом гірського голарктичного роду. Українські популяції належать до підвиду ergane Higgins, 1981, описаного з Воронежа (Росія).

## Морфологічні ознаки
Розмах крил — 23–28 мм. Статевий диморфізм виразний. Метелик з дуже характерною зовнішністю: крила самців зверху блідоблакитнувато-сірі з вузькою темною крайовою смужечкою; крила самиць темно-бурі. На передніх крилах добре помітні порівняно великі чорні дискальні крапки. Оторочка крил біла.

## Поширення
Південна Європа, південна частина Східної Європи (диз'юнктивно), Кавказ та Закавказзя, Туреччина. В Україні зустрічається дуже локально, лише у Вовчанському районі Харківської області уздовж крейдяних відшарувань р. Вовча.

## Особливості біології
Зустрічається на ділянках крейдяних відшарувань на схилах річкових терас. Дає 1 генерацію на рік. Літ метеликів триває з 9–10 травня до початку червня. Пік льоту імаго за багаторічними спостереженнями відбувається 19–27 травня. Літ імаго збігається з періодом цвітіння єдиної кормової рослини гусені — Androsace kosopoljanskii (Primulaceae). Самиці зазвичай відкладають яйця по одному на листя, квітки та бруньки рослин, якими живиться гусінь. Розвиток яйця триває 10–15 діб, гусінь після недовгого живлення на рослині йде до ґрунту та діапазує там до весни наступного року. Заляльковується у ґрунті біля поверхні між 25 квітня та 3 травня. Розвиток лялечок триває 15–20 діб.

## Загрози та охорона
Загрози: руйнування місць перебування виду (штучні посадки сосни на схилах р. Вовча, видобування крейди), надмірний випас худоби. 
Як компонент біоценозу пасивно охороняється у невеликому ботанічному заказнику на р. Вовча. Необхідне припинення будь-яких насаджувань сосни на крейдяних схилах р. Вовча та організація ентомологічних заказників на ще не засаджених ділянках таких схилів з жорсткою забороною лісових насаджень, видобування крейди та надмірного випасу худоби.